# Seydou Fofana
Seydou Fofana (* 10. August 1993) ist ein malischer Taekwondoin.

## Sport
Fofana gewann eine Bronzemedaille bei den Afrikaspielen 2019 in Rabat in der Kategorie bis 74 kg. Er qualifizierte sich für die Olympischen Spiele beim 2020 African Taekwondo Olympic Qualification Tournament. Bei den 2021 ausgetragenen Olympischen Spielen 2020 in Tokio erreichte er im Federgewicht Rang elf. Außerdem diente er als Fahnenträger bei der Eröffnungszeremonie.